# マージョリー・ストーンマン・ダグラス高校銃乱射事件

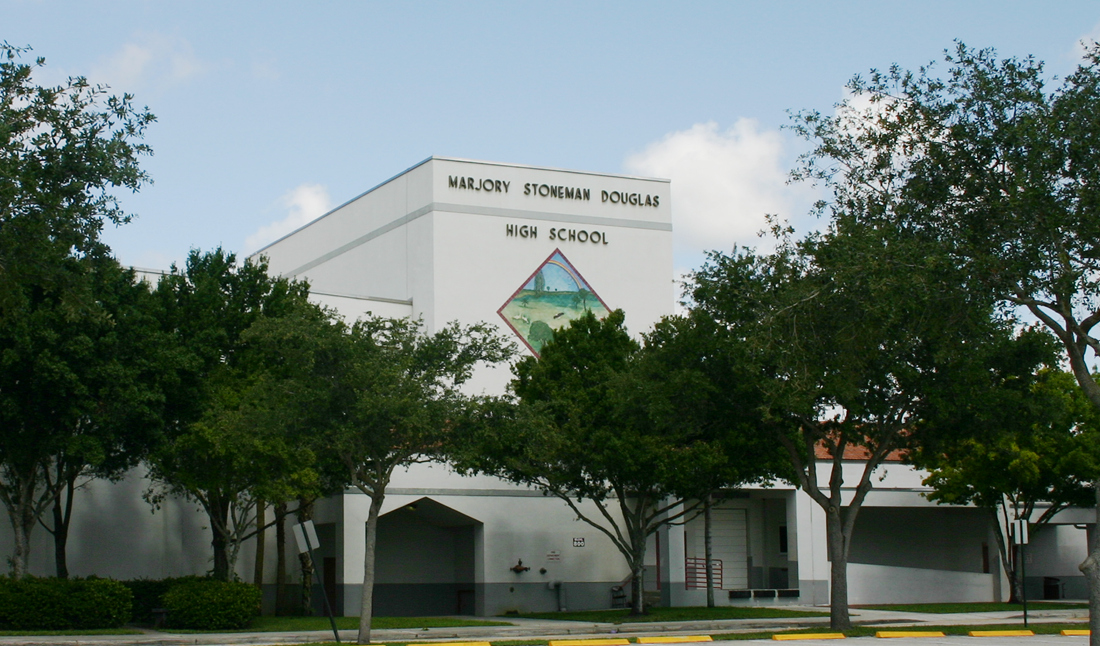
現場となったマージョリー・ストーンマン・ダグラス高校（2008年撮影）

マージョリー・ストーンマン・ダグラス高校銃乱射事件（マージョリー・ストーンマン・ダグラスこうこうじゅうらんしゃじけん）は、アメリカ合衆国フロリダ州ブロワード郡パークランドのマージョリー・ストーンマン・ダグラス高等学校（Marjory Stoneman Douglas High School）で2018年に発生した銃乱射事件。
現場の学校名はフロリダ州の環境保護に功績のあった同名のジャーナリスト、マージョリー・ストーンマン・ダグラスにちなむ。

## 概要
2018年2月14日午後3時頃、同高校を退学処分とされていた19歳の元生徒が校内に侵入。元生徒は、火災報知器を作動させ、生徒が逃げようと避難を始めたところにAR-15ライフル（M16自動小銃の民生型）を乱射。生徒や教職員17人が死亡する惨事となった。

## 犯人像
元生徒は、5つの教室に乱射後、高校を立ち去り警察に拘束されるまでにウォルマートやマクドナルドに立ち寄る特異な行動を見せた。警察の取り調べに対し、攻撃を指示する声を聴いたとの供述をしているほか、うつ状態になり治療を受けていた経歴も明らかになった。
一方、白人至上主義団体に所属し、軍隊式訓練に参加していたことも判明している。
逮捕後、犯人の生い立ちや数多くの困難を抱えていたことが伝えられたこともあり、拘置所には全米や欧州各地から同情の手紙が殺到。1カ月余りで100通を超える量になった。
犯人の男は裁判を通じて罪を認めて謝罪。「もう一度チャンスを与えてくれるなら、人々を助けるために全力を尽くす」と述べたほか、弁護人は男が生涯を通じて、精神疾患と発達の遅れに苦しんでいたと主張した。
2022年11月2日、フロリダ州地方裁判所は、殺人罪に問われた男に対し仮釈放なしの終身刑の判決を言い渡した。

## 事件後

### 保安官代理の対応
現場に駆け付けた保安官代理は、校舎に突入せずに待機しており被害を拡大させたとして批判され辞職に追い込まれた。ドナルド・トランプ大統領は、後日、「私ならたとえ武器を持っていなくても突入していたと思う」と語り、現場の保安官代理らを非難する発言を行っている。フロリダ州の検察当局は、2019年6月5日までに保安官代理を職務怠慢や偽証など11件の罪で訴追した。

### 議会の対応
2018年2月20日、フロリダ州議会下院は、被害に遭ったダグラス高校の生徒が傍聴する中、アサルトライフルと大容量の弾倉を禁止する法案の提出を求める動議について採決を行ったが、反対多数で否決している。
2018年3月7日、フロリダ州議会下院は、マージョリー・ストーンマン・ダグラス高校公安法を可決。同法は、銃の購入可能年齢の引き上げ、銃の連射を可能にする改造部品の禁止、精神疾患対策のほか教職員らの武装を条件付きで可能にすることが盛り込まれている。同月9日、フロリダ州知事が法案に署名して法律は成立した。

### 銃の販売年齢
銃の販売も手掛けるスーパーマーケット、ウォルマートは販売ポリシーを変更し、購入最低年齢を18歳から21歳に引き上げる方針を打ち出した。

### 全米ライフル協会への逆風
事件後、銃規制に反対する全米ライフル協会に対する批判がソーシャルメディアを中心に強まった。こうした動きに対し、協会員に対して割引制度や優遇サービスを提供してきた航空会社などは、制度の廃止や縮小を打ち出した。
ライフル協会幹部のテッド・ニュージェントは、生き残った生徒達が銃規制に向けた運動を行っていることに対して、気迫がないなどと厳しく批判を加えている。

### 生徒の行動と軋轢
事件後、一部の生徒たちは、銃規制の必要性を訴え活動を行い始めた。2018年3月24日、ワシントンで生徒側が企画した銃規制要求デモは数十万人が集結、近年まれにみる規模となり、他の都市でも行われた。しかし、生徒達の行動がクローズアップされるにつれ、銃規制をアピールする生徒の姿勢に批判的な立場を示す者も現れた。2018年3月28日、アメリカFOXニュースの番組司会者であるローラ・イングラハムが、ツイッターで銃規制の活動を行っていた生徒1人の大学受験結果（複数校で不合格）を取り上げたところ非難が殺到。また、受験結果をさらされた生徒側が、番組スポンサーを務める企業に降板を呼びかけたところ、20社が何らかの理由を付けて番組スポンサーを降板。事件の影響力の強さを見せつける結果となった。番組司会者は、後日、謝罪のコメントを掲載するに至っている。

### 生存者の自殺
PTSDを抱えた生存者が、二名自殺したことが明らかにされた。

### 学校再開時の措置
学校を再開するに当たり、武器の持ち込みを阻止する目的で透明なバックパックの使用が義務付けられたが、生徒からプライバシーの侵害などを訴える声が強まり短期間のうちに廃止された。しかし、2022年にテキサス州でロブ小学校銃乱射事件が発生すると、同州では同種のバックパックの使用を義務付ける学校が相次いだ。